# JTBC빌딩
JTBC빌딩은 대한민국 서울특별시 마포구 상암동에 위치한 방송국 건물이다. 지상 18층, 지하 6층으로, 대한민국 서울특별시 중구 순화동에 위치한 JTBC빌딩에서 방송국이 상암동에 위치한 JTBC빌딩로 이전하였고 2014년에 상암시대의 개막이 시작되었다. 이후 JTBC빌딩가 와이즈타워로 명칭이 변경되었다. 2011년에 조감도가 공개되었고 2012년에 착공하여 2014년에 상암동 시대가 시작되었다. 남대문 구 사옥 JTBC빌딩에서 명칭을 와이즈타워로 변경되었다.

## 내부 시설
| 층수         | 용도 |
| ------------ | --- |
| 21층         | JTBC 상임고문실(회장 겸 대표이사 사장), 회의실 |
| 20층         | JTBC 임원실, 경영지원본부, 전략편성본부, 대외협력본부, JTBC4 |
| 19층         | JTBC 제작총괄, 프로그램실 |
| 18층         | JTBC 콘텐트허브, 드라마하우스, 미디어비즈본부 |
| 17층         | JTBC PLUS, JTBC GOLF, JTBC GOLF&SPORTS |
| 16층         | JTBC 디자인실, 제작편집실, 종합편집실, NLE편집실, 제작인제스트, 제작아카이브, 더빙/믹싱, JTBC 미디어텍 제작디자인팀                                                             |
| 15층         | JTBC 제작총괄, 드라마국 |
| 14층         | JTBC 디자인실, 보도제작국, 보도프로그램실, 시청자심의실, 남북교류추진단, 아나운서팀, QA도움방, 셀트리온엔터테인먼트                                                             |
| 13층         | JTBC 콘텐트허브(콘텐트사업본부, 디지털사업본부, 마케팅솔루션본부, 채널사업부문, 경영기획팀)                                                                                     |
| 11 ~ 12층    | 미래에셋대우(주) |
| 10층         | JTBC 디지털 뉴스룸, JTBC 콘텐트허브 방송서비스실, JTBC 미디어텍 |
| 9층          | 중앙일보 뉴스서비스국, JTBC 미디어텍 NOC, 어진솔루션 |
| 8층          | JTBC 탐사기획국, 에임허브, 토키미디어&위프로, 티티아이, (주)닐, 세발자전거필름, 세발자전거아트센터                                                                              |
| 7층          | 중앙홀딩스 브랜드담당, JTBC 디자인실, 에반스톤, 담소미디어, 도어즈플래닝, 버즈미디어, 휴아시스, 에이엔캐스팅, 맥스피티, 엔씨로지스틱스, 현대아트The_꿈 엠씨엠씨, 디믹스스튜디오 |
| 6층          | JTBC 영상편집팀, 뉴스디자인팀, SM C&C |
| 5층          | JTBC 보도국, 행정국 |
| 4층          | JTBC 미디어텍(영상취재팀, 기술기획팀, 수송부), 동그라미, 감사운드, 애플박스, 오차드 아카데미                                                                                    |
| 3층          | JTBC 갤러리, JTBC홀, DMCC매니저월드, 관리사무실 |
| 2층          | JTBC홀, 부조정실, 보도기술팀, 영상제작팀, 문자그래픽실, 분장실, 출연자 대기실, 우편실, 보안실                                                                                   |
| 1층          | 안내데스크, JTBC 오픈 스튜디오, CAFE STEM, Brand Shop, 하나은행 상암 JTBC 출장소                                                                                                |
| 지하 1층     | JTBC 부조정실, JTBC GOLF 부조정실 · 분장실, CU, 더 스푼 |
| 지하 2층     | JTBC 스튜디오, JTBC GOLF 스튜디오 · 분장실, 토키미디어, 지하주차장 |
| 지하 3 ~ 6층 | 지하주차장 |

## 사건 및 사고
- 2016년 12월 19일 - 해병대 복장 남성이 트럭을 몰고 돌진을 했다.

## 대중문화
- 2022년 영화 - 사이버 지옥: N번방을 무너뜨려라

## 같이 보기
- JTBC